# Dendrodoa carnea
Dendrodoa carnea är en sjöpungsart som först beskrevs av Agassiz 1850.  Dendrodoa carnea ingår i släktet Dendrodoa och familjen Styelidae. Inga underarter finns listade i Catalogue of Life.